# Orthocladius lignicola
Orthocladius lignicola är en tvåvingeart som beskrevs av Jean-Jacques Kieffer 1915. Orthocladius lignicola ingår i släktet Orthocladius och familjen fjädermyggor. Arten är reproducerande i Sverige. Inga underarter finns listade i Catalogue of Life.